# Branco (Cap-Vert)
Pour les articles homonymes, voir Branco.
L'Îlot Branco (en portugais : Ilhéu Branco) est un îlot inhabité du Cap-Vert. Situé entre l'île de Santa Luzia au nord-ouest et Raso – un autre îlot un peu plus grand – au sud-est, il fait partie des îles de Barlavento au nord de l'archipel.
Sa superficie est de 3 km2.

## Environnement
Comme Raso, Branco constitue une réserve naturelle intégrale en raison de la richesse de sa faune.
La couleur blanche qui donne son nom à l'îlot (branco en portugais) est due aux dépôts de guano.
L'île est reconnue zone importante pour la conservation des oiseaux.